# Camponotus curviansatus
Camponotus curviansatus é uma espécie de inseto do gênero Camponotus, pertencente à família Formicidae.